# Arnold Eucken
Pour les articles homonymes, voir Eucken.
Arnold Thomas Eucken, né le 3 juillet 1884 à Iéna et mort le 16 juin 1950 à Seebruck, est un physico-chimiste allemand auteur de travaux importants en chimie physique et chimie industrielle. Il a travaillé sur les propriétés des corps à très basse température, la structure des liquides et des solutions électrolytiques, la cinétique chimique des gaz et la catalyse.

## Biographie
Arnold Eucken est le fils du philosophe prix Nobel de littérature Rudolf Eucken et frère de l'économiste Walter Eucken. Il a effectué ses études à l'Université Christian-Albrecht de Kiel, puis à l'Université Friedrich Schiller à Iéna et à l'université Humboldt de Berlin où il soutient sa thèse en 1908 sous la direction de Walther Nernst. En 1903, il devient membre du Corps Saxonia Kiel.
En 1915, il devient professeur à l'université technique de Breslau puis en 1930 à l'université de Göttingen à la suite de Gustav Tammam. Il a eu comme étudiant Manfred Eigen, futur prix Nobel de chimie.
En 1933, il adhère au Parti national-socialiste des travailleurs allemands (NSDAP).
Il se suicide en 1950.

## Distinctions
- 1929 : membre de l'Académie des sciences de Göttingen
- 1932 : prix Arrhenius de l'université de Leipzig
- 1936 : membre de l'Académie allemande des sciences Leopoldina
- 1942 : membre de l'Académie bavaroise des sciences
- 1944 : médaille Bunsen (de)
- 1945 : docteur honoris causa de l'Institut de technologie de Karlsruhe

Le prix Arnold-Eucken (de) est attribué par la German Chemical Engineering Society.